# Beth Moses
Beth Moses, née le 30 mai 1980, est une instructrice en chef des astronautes et responsable du programme des aménagements intérieurs pour le programme SpaceShipTwo de Virgin Galactic, et est une astronaute commerciale. Elle a été la première personne à effectuer un vol touristique suborbital sur un véhicule lancé commercialement, le vol VSS Unity VF-01 du 22 février 2019. Elle faisait également partie de l'équipage de six membres qui a effectué le premier vol d'essai en équipage complet, Unity 22, le 11 juillet 2021, à bord du VSS Unity. Elle a effectué au total six vols suborbitaux.

## Carrière professionnelle
Natalie Beth Stubbings a grandi à Northbrook, dans l'Illinois, et a fréquenté l'école secondaire Glenbrook North,. Elle a obtenu un baccalauréat (1992) et une maîtrise (1994) en génie aéronautique et astronautique de l'Université Purdue et en tant qu'ingénieure senior au bureau de projet des activités extra-véhiculaires du JSC de la NASA. En tant qu'étudiante, elle a mené des recherches sur les matériaux en vol parabolique.
Elle a travaillé pour la NASA en tant que responsable de l'assemblage de la Station spatiale internationale où elle a dirigé le programme global de tests « humains dans la boucle » qui a conçu, développé et vérifié les mécanismes de sortie dans l'espace utilisés pour assembler et entretenir la station. Moses a ensuite rejoint Virgin Galactic où elle est instructeur en chef des astronautes et responsable du programme des aménagements intérieurs,.
Au cours de son vol suborbital, VF-01, le 22 février 2019, elle est devenue la première personne d'une mission  de tourisme suborbitale connue pour s'être détachée et flottant dans la cabine, dans le cadre de son travail d'évaluation de l'expérience future des passagers. Lors de la mission VF-01, elle a atteint une hauteur de 89,9 km au-dessus de la surface de la Terre, au-delà des 50 milles (80 km) requis par les institutions américaines, mais inférieurs à la ligne de Kármán (100 km) internationalement reconnue.
Son deuxième vol suborbital, Unity 22, a lieu le 11 juillet 2021 et atteint une altitude de 86 km. Ses troisième et quatrième vols ont lieu en 2023.

## Citations
« L'une des choses en lesquelles je crois est que si une plus grande partie de l'humanité peut faire l'expérience de vols spatiaux, cela se traduira par des avantages et des changements incalculables sur Terre. Et si chaque leader mondial voyait la Terre depuis l'espace ? Ce pourrait être une planète plus douce et bienveillante. ».
« Après d'innombrables projets, je peux dire ceci : la persistance de l'ingénierie l'emporte sur les facteurs personnels, culturels ou de genre. Dans l'aérospatiale humaine mondiale moderne, peu importe à quoi vous ressemblez. Ou où vivaient vos parents. Ou même quelle langue maternelle vous avez. Ce qui compte, ce sont vos compétences en ingénierie, votre bon sens, votre courtoisie, votre persévérance et votre dévouement à la mission partagée. ».

## Récompenses
Beth Moses a reçu le prix de recherche en microgravité de la National Science Foundation. Cela lui a permis d'approfondir ses recherches en vol parabolique. En 2009, la Station spatiale internationale (ISS) a reçu le trophée Robert J. Collier. Beth Moses a joué un rôle important dans le développement requis pour obtenir ce prix. En 2021, elle a reçu le Distinguished Alumni Award de la Glenbrook North High School à Northbrook, Illinois.